# خانه حاج ابوالقاسم ابوئی
خانه حاج ابوالقاسم ابوئی مربوط به متاخر دوران‌های تاریخی پس از اسلام - اوایل دوره قاجار است و در مهریز، محله استهریج واقع شده و این اثر در تاریخ ۱ اردیبهشت ۱۳۸۸ با شمارهٔ ثبت ۲۶۵۹۸ به‌عنوان یکی از آثار ملی ایران به ثبت رسیده‌است.